# Déterminant social de santé

Les déterminants sociaux de la santé

Un déterminant social de santé en sciences sociales et en santé publique, est un facteur qui influence l’état de santé d'une population soit isolément, soit en association avec d’autres facteurs et sur lequel il est possible d'agir. Les déterminants sociaux de santé sont liés au revenu, à la formation, à l'emploi, ainsi qu'aux contextes sociaux et aux politiques publiques, etc.. Ils sont ont une influence significativement plus importante que les  déterminants biologiques sur la santé des populations.
Les déterminants sont différents des facteurs de risque : « La notion de déterminant implique donc un rôle causal (pas forcément nécessaire ni suffisant) alors que la notion de facteur de risques est plus large et ne fait référence qu'à une probabilité plus élevée de la maladie chez les sujets exposés ».
En développant la promotion de la santé, « on agit sur les déterminants de la santé et on contribue au progrès de la santé, à la réduction considérable des inégalités en matière de santé, à la promotion des droits fondamentaux de l'être humain et au développement social ».

## Déterminants de santé et promotion de la santé
La déclaration de Jakarta (1997) précise que ces déterminants sont les conditions préalables à l'instauration de la santé. Elle cite notamment la paix, le logement, l'éducation, la sécurité sociale,les relations sociales, l'alimentation,un revenu, la responsabilisation des femmes, un écosystème stable, une utilisation durable des ressources, la justice sociale, le respect des droits de l'homme et l'équité.
La pauvreté et les tendances démographiques telles que l'urbanisation, l'augmentation du nombre des personnes âgées et de la prévalence des maladies chroniques, la sédentarité, la résistance aux antibiotiques et autres médicaments courants, l'augmentation de la toxicomanie, les troubles civils ou la violence domestique restent des menaces pour la santé.
La mondialisation de l'économie, des marchés financiers et du commerce, de l'accès généralisé aux médias et aux techniques de communication et la dégradation de l'environnement due à l'utilisation irresponsable des ressources constituent des facteurs transnationaux qui ont un impact considérable sur la santé (déterminants commerciaux de la santé). Un exemple d'intervention sur un déterminant social de la santé (à savoir : le revenu) est la fourniture publique de transferts monétaires inconditionnels pour réduire la pauvreté, dont une revue systématique historique a montré qu'elle améliore la santé, la sécurité alimentaire et la nutrition, et augmente les dépenses de santé, .

## Déterminants de santé et analyse du risque sanitaire
L’identification et l'évaluation du risque sanitaire s'effectue à un premier niveau par catégorie de risque (et donc de déterminant). 
Dans la mesure du possible, pour mieux refléter la réalité des expositions cumulées aux dangers sanitaires tout au long de la vie, elle s'effectue aussi plus globalement, c'est-à-dire de manière plus holistique ; médecins et épidémiologistes peuvent alors s'appuyer sur le concept d’exposome, entendu comme « l’intégration de l’ensemble des expositions pour la vie entière. L’analyse des risques pour la santé de la population prend en compte l’ensemble de l’exposome, c’est-à-dire l’ensemble des facteurs non génétiques qui peuvent influencer la santé humaine ».